# Diego Sehinkman
Diego Sehinkman (Buenos Aires, Argentina, 22 de enero de  1972) es un psicólogo y periodista argentino.

## Biografía
Diego Sehinkman nació en la Ciudad de Buenos Aires en 1972. Estudió psicología en la Universidad de Buenos Aires y actualmente ejerce esa profesión en instituciones de salud mental y de manera privada.
Durante su adolescencia le costó realizar la decisión de estudiar psicología ya que desde entonces tenía interés por el periodismo. Fue así que paralelo a sus estudios comenzó a estudiar periodismo en TEA, de la cual también fue docente. Cuando se desempeñaba como docente participó de un casting para ser guionista de las secciones de humor del programa radial de Roberto Pettinato El Show de la Noticia. Durante cinco años trabajó en el programa con Diego Recalde y en 2008 ambos acompañaron a Pettinato con la realización de los monólogos en el programa de televisión Duro de Domar.
En 2008 también incursionó en los medios gráficos al realizar la sección Terapia (Arriba también se sufre) en el suplemento Enfoques del diario La Nación, que aceptó la propuesta luego de la negativa de otros catorce medios. En ella imaginaba humorísticamente una sesión de un político con su terapeuta. En el mismo suplemento también escribió semanalmente Realismo Trágico (En dos minutos). En 2011 publicó el libro ¿Qué tienen los políticos en la cabeza? con estudios humorísticos de las personalidades políticas argentinas. Sehinkman definió sus intereses por la psicología y el periodismo como «un cruce loco» que le costó muchos años «sintentizar». Concluyó: «Aposté por el doble deseo y me salió bien».
Desde 2012 realiza la sección semanal Políticos al divan en el diario La Nación, en la cual busca unir política y psicología. La entrevista busca emular «una primera sesión de terapia» y tomar «la mejor radiografía que se pueda tomar de estos personajes» sin juzgar o ubicarse «en un lugar moral». En línea con este trabajo publicó la compilación de entrevistas Políticos al diván.
En una entrevista, explicó su trabajo periodístico: «En lo que indago es en cuáles son las características psicológicas [...] Cuáles son los miedos, los temores, sus creencias medulares, sus ideas acerca de las cosas. Lo que yo voy a buscar básicamente es la lógica interna de una idea [...] Quiero ver porqué pensás lo qué pensás y cuáles son tus esquemas de pensamiento». Caracterizó a la Argentina en general del siguiente modo:

“La Argentina tiene rasgos border. Una característica es pasar del blanco al negro y del amor al odio. No tiene una personalidad recontra construida y sólida. Va mimetizándose. En una década es más neoliberal y en otra, más prolatinoamericana. De repente somos los mejores del mundo. De pronto, los peores”.
Diego Sehinkman

Desde 2016 hasta 2019 condujo el programa diario Terapia de Noticias en el canal de televisión La Nación +. Con un panel de columnistas e invitados el programa apuntó a realizar un análisis de los temas políticos del día. En 2020, comenzó a conducir Sólo una vuelta más, el nuevo programa de actualidad de la señal Todo Noticias. Padre de Lara y Jazmín.